# 弾帯
弾帯（だんたい）は、以下の意味で用いられる。

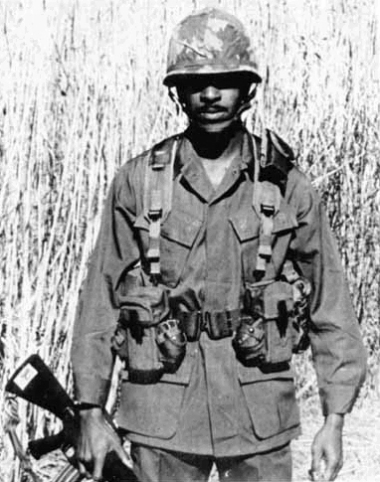
ALICEキットを装備したアメリカ兵。弾帯（Belt, Individual Equipment）には弾嚢が装着され、重量を分散させるためサスペンダーに連結されている。

1. 機関銃の銃弾を連結した帯（Ammunition belt）。
2. 銃弾を収納して身に着ける帯（Bandolierなど）。
3. 銃弾や砲弾に自旋運動を行わせるために、弾丸に装着した帯（Driving band）。
4. イタヤガイ科（ホタテ貝などの）貝の蝶番部にある靭帯を弾帯 (貝)（英語版）と呼ぶ[2][3]。

## 弾帯（Ammunition belt）
横一列に並べた銃弾を布や金属製のベルトでつなげたものである（Ammunition belt）。銃弾をベルト状とし、携帯運搬する場合にも使われた。リンクベルトやベルトリンク、あるいはリンクとも呼ぶ。
弾倉式に比べると装弾数を大幅に増やせるが、一列に長く延びるので携帯性に劣る傾向がある。このため、機関銃の中でも重機関銃や汎用機関銃のようなあまり移動が行われない銃器で多用される。また、弾帯をそのまま地面などに付けて銃を撃つと弾帯が何かに引っ掛かったり泥や異物がこびりつく可能性があるため、大抵は銃の横ないしは下に弾帯ごと弾丸を収納する金属製やプラスチック製の弾薬箱、布製のバッグ、あるいはドラム式マガジンを取り付けて運用する。

### 種類

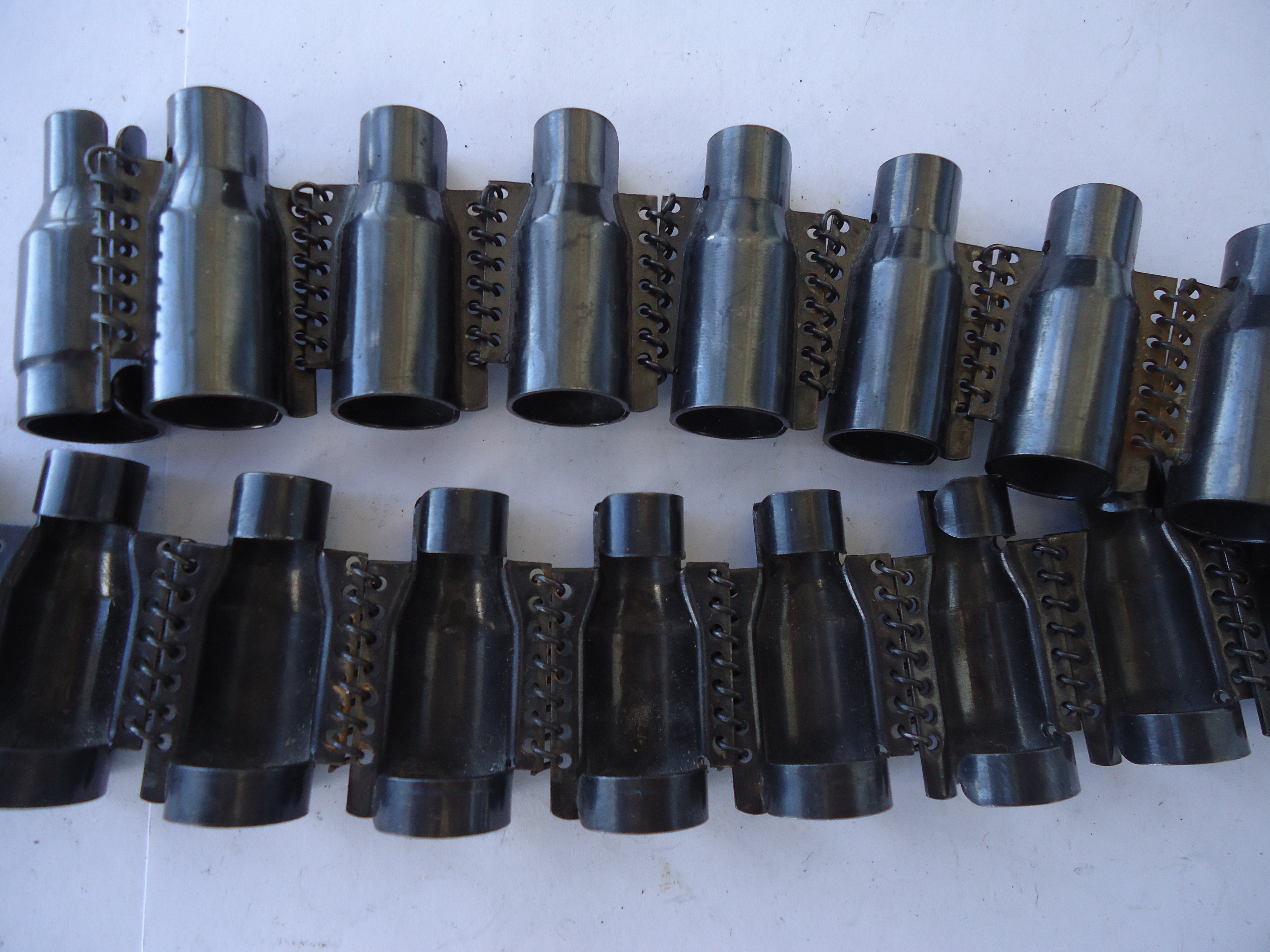
金属製非分離式弾帯では使用済みのリンクが分離せず、給弾口の反対側に長く垂れ下がる

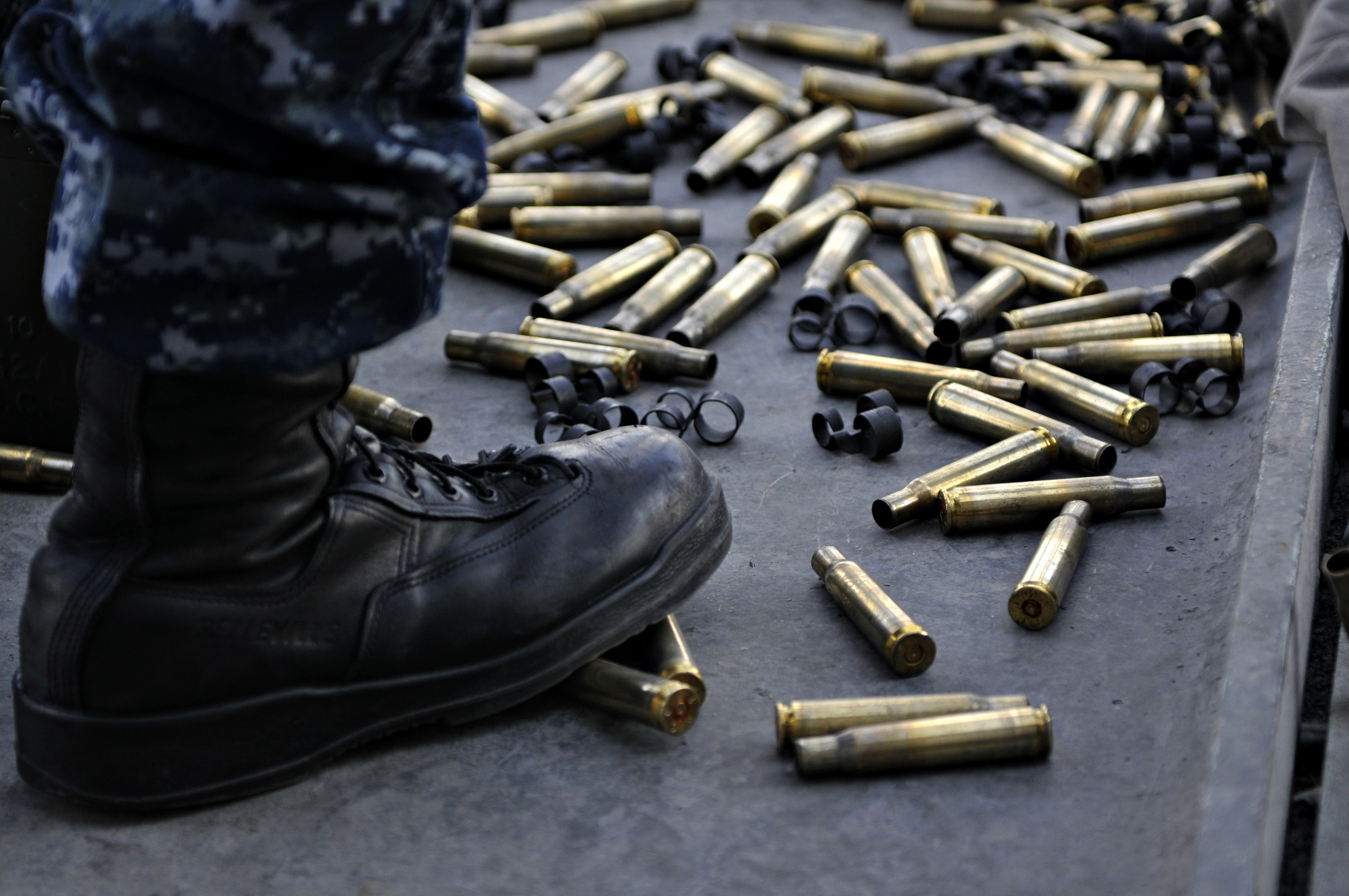
金属製分離式弾帯では、使用済みのリンクが分離する

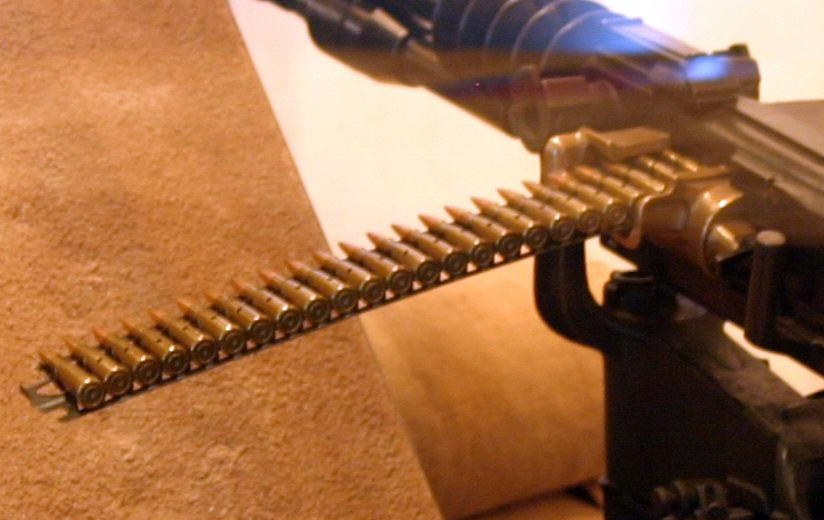
ホッチキス Mle1914重機関銃の保弾板

布製（Fabric belt）
機関銃開発の初期から第二次世界大戦頃まで多用されたもの。2枚の細長いキャンバス地の布を縫い合わせ、その間に銃弾が差し込まれている。金属板やハトメで補強されている製品もある。第一次世界大戦では航空機用機銃にも使われたが、撃ち終わった分が風にたなびいて危険なため、その巻き取り装置も必要となった。地上用としても同じく邪魔となりやすく、汚れたり水に濡れたりすると給弾不良の原因となった。
金属製非分離式（Metallic belt）
金属製非分離式弾帯は、個々のリンクがワイヤーなどで繋ぎ合わされており、弾丸が抜き取られても分離はしない。
再装填には弾帯に弾丸を装着するだけで良いので、弾帯の再利用が容易である。ただし、撃ち終わった弾帯が布製弾帯と同様に給弾口と反対側にあるリンク排出口から垂れ下がるので、携行性に劣る。
ただし、現代で用いられている金属製非分離式とされる弾帯の多くは50発や25発、更に少ないものでは3発など一定の弾数ごとに分離するようになっていて、これらの弾帯の両端部分は後述の金属製分離式弾帯と同じ構造になっており、連結する事で任意の装弾数として運用するようになっている。これによりリンク排出口から長大なリンクが垂れ下がって携行性を損なう事を軽減している。
多くの国や組織ではこの一定の弾数ごとに分離する弾帯の方式を示す呼称が存在せず、一般的に非分離式弾帯の一種として扱うが、中国では個別に扱う場合には半分離式ベルトリンク（半可散式弹鏈）の呼称を用いる。
金属製分離式（Metallic link belt）
金属製分離式弾帯は、弾丸とリンクが自転車などで使われるローラーチェーンのようにつなぎあわされていて、弾帯から弾丸が抜き取られるごとにリンクが外れて分離する。
銃の給弾口と反対部分から使用済み弾帯がはみ出ないため、弾帯が何かに引っ掛かる可能性が下がり携帯性は改善される。
しかしリンクを並べて弾丸を装着するのに手間がかかるうえ、戦闘で散らばったリンクを回収するのは実質的に不可能なため、使い捨てとなる。また散らばったリンクが銃の機関部や他の機器に噛み込んで不具合の原因となる事もある。
リンクと弾丸のつなぎ合わせは一般的に弾丸工場や後方の兵站拠点で行われ、リンク装着済みの状態で前線に供給される。
一般に分離式弾帯は弾薬（薬莢）とリンク金具を交互にかみ合わせて、薬莢とリンクがともに引張荷重を受け持つが、口径20mm以上の機関砲弾では大重量による強い引張力で装填前に離断してしまったり弾薬が変形や損傷しないように、リンク金具同士が直接ジョイントされて荷重を受け持つ、非分離式に近い構造のものもある。運用的にはやはり使い捨てで、射撃後は長く垂れ下がって邪魔にならないよう分離するが、多少は繋がったまま排出口から垂れていることがある。
保弾板（Feed strip）
金属製非分離式弾帯の前身で、構造的には24-30発程度を装弾する大型のエンブロック・クリップである（初期には保弾板か挿弾子（クリップ）か訳が定まっておらず両方の表記が見られる）。上記の各種弾帯を銃へ装填する際には、多くの製品で機関部のトップカバーを開ける必要があるのに対し、保弾板は給弾口に挿入するだけで使用できる。保弾板を連結できるものもあったが、重量に耐えきれず折れてしまうため限度があり、銃の取り回しにも差し障ったので、保弾板に関節を設けて柔軟性をもたせ垂れ下がりに耐えるようにした非分離式弾帯に発展した。第二次世界大戦中に諸外国の機関銃は弾帯式へ移行が進んだが、日本は軽機関銃は弾倉式、重機関銃は保式機関砲以来の保弾板から移行しきれないまま終戦を迎えた。
第二次大戦中には、アメリカ、イギリス、ソ連の地上用重機関銃で布製弾帯、ドイツで金属製非分離式弾帯が、戦後の地上戦用の機関銃では、アメリカを中心とする西側陣営では金属製分離式弾帯、ソ連・ロシアを中心とする東側陣営では金属製非分離式弾帯がそれぞれ主流となっている。この内、現在の東側陣営で主流である金属製非分離式弾帯は、東側陣営でライフル弾や軽機関銃弾として広く利用されている、リムとテーパーの大きい7.62x54mmR弾との相性が悪いという問題点を有しているが、重機関銃弾として利用されている12.7x108mm弾や14.5x114mm弾はこうした問題の無いリムレス弾であるため、当面は変わることなく利用され続けると思われる。

## 弾帯（Bandolierなど）

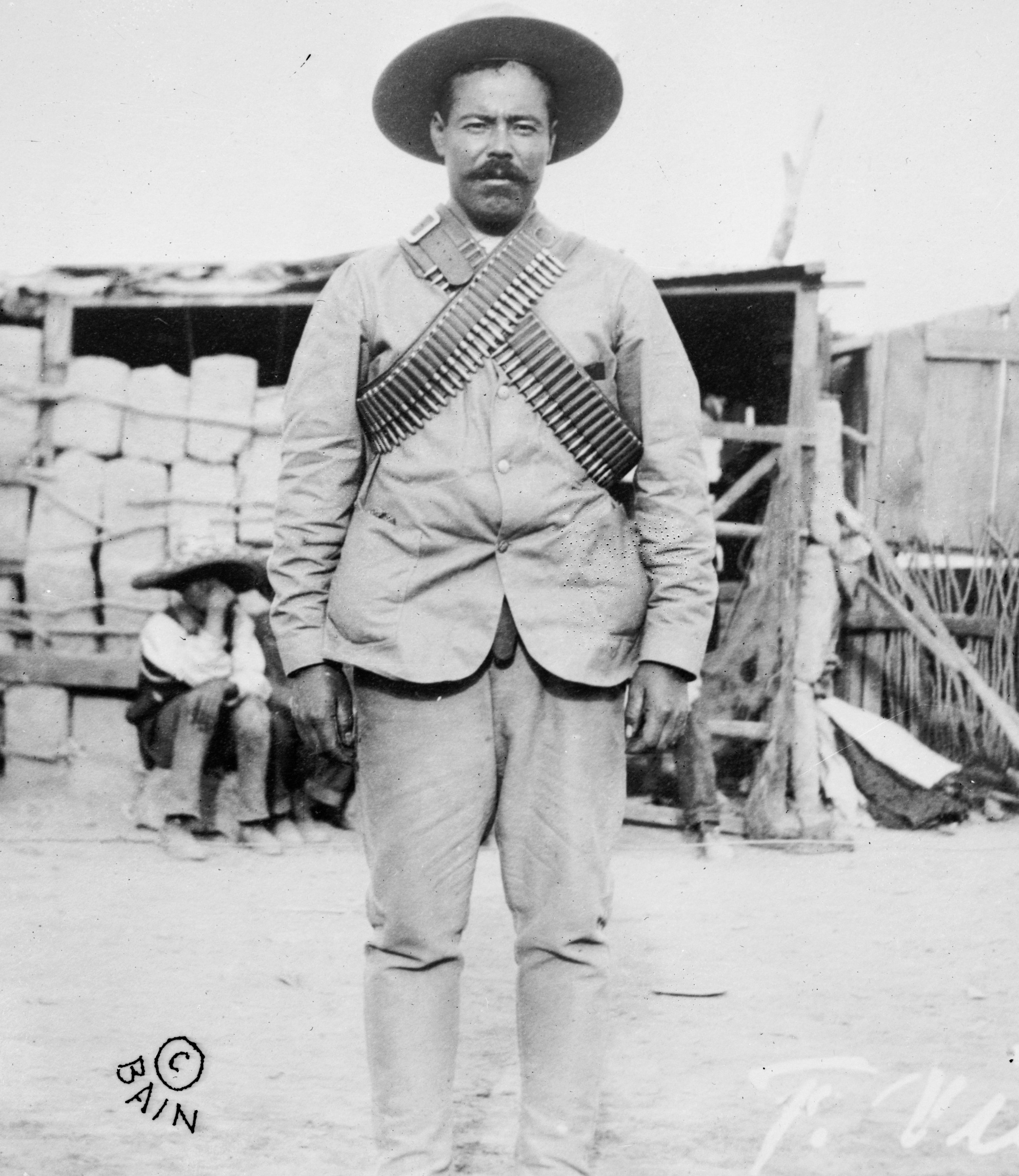
弾帯（Bandolier）を身に着けたパンチョ・ビリャ。

銃弾を収納して身に着ける帯（Bandolier）のほか、弾嚢や水筒、円匙といった各種個人装備を身体に固定する際に使用するベルト（Belt, Individual Equipment, いわゆるピストルベルト）も弾帯と呼ばれる。前者（Bandolier）は単独で用いられるほか、兵士が定数分の弾薬を弾嚢などで身に付けつつ、定数外の予備弾薬を携行するために弾帯を使う場合もある。

## 弾帯（Driving band）

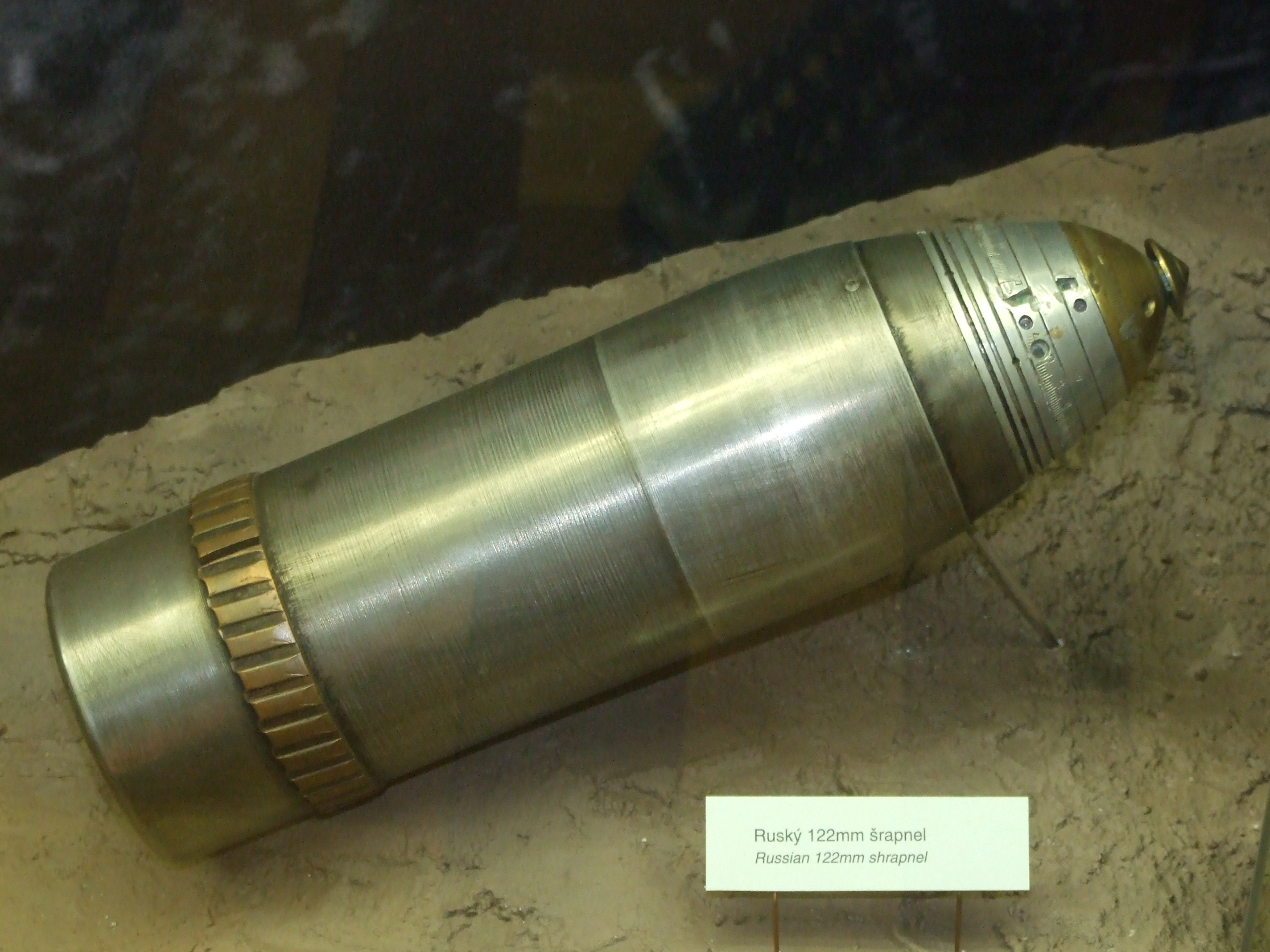
ロシア製榴散弾
1度発射されたため、砲弾下部の銅合金製弾帯には線条痕が刻まれている一方、弾殻そのものの外面には傷が付いていない。

砲弾の側面にある帯状部分も弾帯と呼ばれる（Driving band）。銅などの柔らかな金属で作られた帯状部分が砲身内面のライフリング（施条）の一部に食い込み、弾が砲身内を前進することによって弾体に飛翔軸を中心とする回転を与える。砲弾の飛翔経路に強く影響する砲弾の空中での姿勢は、この飛翔軸周りの回転によるジャイロ効果である程度保たれ、さらに空中の弾体は特定方向に横転することなく歳差運動を起こすことで空気から受ける抵抗が360度全方向で平準化される効果も得られる。これらの効果によって命中精度が向上する。
榴弾のような多くの砲弾は、硬度の高い鋼鉄製の弾殻からできているため、弾帯はそういった弾と砲身との隙間を塞いで発射ガスが前方に漏れるのを防ぎながら、できるだけ砲身の磨耗や摩擦抵抗を少なくする機能も果たしている。ただし、それほど完全に砲身に密着する訳ではなく多少の漏れは許容され、隙間を元々持つライフリングではそれが顕著である。また、ライフリングを持たない滑腔砲用の高速運動エネルギー砲弾でも、サボと呼ばれる分割式装弾筒の固縛を兼ねた樹脂製のリングによって、発射ガスの漏洩を防ぐ弾帯としての機能を果たしている（APFSDSを参照）。
弾帯はおおむね砲弾の後半部、または後端部に付いている。